# Karoline Pichler
Karoline Pichler (Bolzano, 30 ottobre 1994) è un'ex sciatrice alpina italiana.

## Biografia
Originaria di Monte San Pietro, frazione di Nova Ponente, si è formata sportivamente nelle file dell'ASC Petersberg, entrando poi a far parte della squadra provinciale altoatesina. Ha quindi militato nella sezione giovanile del Gruppi Sportivi Fiamme Gialle, arruolandosi infine nel Gruppo Sportivo Fiamme Oro nel 2012.

### Stagioni 2008-2015
Specialista dello slalom gigante capace di esprimersi a buon livello anche nelle gare veloci attiva dal gennaio 2008, è inserita per la prima volta nella Nazionale italiana di sci alpino nel 2010. Ha esordito in Coppa Europa il 19 dicembre 2011 a Valtournenche in slalom gigante, piazzandosi 44ª; ai successivi Mondiali juniores di Roccaraso 2012 ha vinto la medaglia d'argento nella gara a squadre assieme a Giordano Ronci, Nicole Agnelli e Alex Zingerle. Il 17 gennaio 2013 ha ottenuto il suo primo podio in Coppa Europa, piazzandosi al 3º posto nella discesa libera di Sankt Anton am Arlberg vinta dalla connazionale Sofia Goggia davanti alla svizzera Joana Hählen.
Nella stagione successiva ha esordito in Coppa del Mondo, il 14 dicembre 2013 nel supergigante di Sankt Moritz senza concludere la prova, e ha vinto la medaglia d'argento nello slalom gigante ai Mondiali juniores di Jasná alle spalle della connazionale Marta Bassino. Il 1º dicembre 2014 ha colto la prima vittoria in Coppa Europa, nello slalom gigante disputato a Hemsedal, e in seguito ha conquistato i suoi primi punti in Coppa del Mondo, ottenuti con il 23º posto nello slalom gigante di Kühtai in Tirol. A metà gennaio 2015 ha subito la rottura del menisco destro, che l'ha costretta a operarsi e a concludere anzitempo la stagione.

### Stagioni 2016-2023
Il 5 gennaio 2016 ha ottenuto a Zinal in slalom gigante l'ultima vittoria in Coppa Europa, ma anche in quella stagione 2015-2016 ha dovuto concludere anzitempo l'attività a seguito di una caduta in gara a Borovec il 13 febbraio 2016, dove si è rotta il legamento crociato anteriore del ginocchio sinistro. Ritornata sugli sci in estate, nell'ottobre 2016 è stata vittima di una caduta in allenamento in Val Senales, ove ha riportato un complesso infortunio al ginocchio destro che l'ha obbligata a saltare tutta l'annata 2016-2017. La striscia di infortuni è proseguita anche nell'annata 2017-2018: il 24 settembre 2017 ha infatti riportato una lesione al legamento crociato anteriore del ginocchio sinistro, che l'ha obbligata a operarsi nuovamente e non le ha consentito di prendere parte ad alcuna gara; tornata alle competizioni nell'ottobre del 2018, è riuscita a portare a termine la successiva stagione, nella quale ha gareggiato solo in slalom gigante. Un biennio senza risultati di rilievo (riesce infatti a qualificarsi per la seconda manche a Plan de Corones il 15 gennaio 2019) le costa, nel 2020, l'esclusione dai quadri nazionali.
Dopo un ulteriore quadriennio segnato da altri problemi fisici, è salita per l'ultima colta sul podio in Coppa Europa il 4 febbraio 2022 a Sarentino in supergigante (3ª). In Coppa del Mondo ha colto il miglior risultato il 5 marzo 2022, piazzandosi 13ª in supergigante a Lenzerheide, e ha preso per l'ultima volta il via il 26 febbraio 2023 a Crans-Montana in discesa libera, senza completare quella che sarebbe rimasta l'ultima gara della sua carriera: il persistere dei problemi fisici l'ha indotta, il 9 aprile 2024, ad annunciare il ritiro dalle competizioni. Non ha preso parte a rassegne olimpiche o iridate.

## Palmarès

### Mondiali juniores
- 2 medaglie:
  - 2 argenti (gara a squadre a Roccaraso 2012; slalom gigante a Jasná 2014)

### Coppa del Mondo
- Miglior piazzamento in classifica generale: 76ª nel 2022

### Coppa Europa
- Miglior piazzamento in classifica generale: 7ª nel 2015
- 12 podi:
  - 3 vittorie
  - 5 secondi posti
  - 4 terzi posti

#### Coppa Europa - vittorie
| Data             | Località | Paese    | Specialità |
| ---------------- | -------- | -------- | ---------- |
| 1º dicembre 2014 | Hemsedal | Norvegia | GS         |
| 2 dicembre 2014  | Hemsedal | Norvegia | GS         |
| 5 gennaio 2016   | Zinal    | Svizzera | GS         |

Legenda:

GS = slalom gigante

### Campionati italiani
- 4 medaglie:
  - 4 bronzi (slalom gigante, combinata nel 2021; discesa libera, combinata nel 2022)